# Contreraseiland
Contreraseiland (Spaans: Isla Contreras) is een eiland in de regio Patagonië in het zuiden van Chili. De oppervlakte van het eiland is circa 626 km2 en het behoort tot de Queen Adelaidearchipel. Qua grootte is het het 21e eiland van Chili. Slechts een klein kanaal scheidt Contreraseiland van Ramirezeiland.